# Gastón Dalmau
Gastón Dalmau (Coronel Suárez, 23 de novembro de 1983) é um ator, cantor e músico argentino conhecido por interpretar Rama na novela Casi Ángeles e fazer parte da banda Teen Angels. 
De 2012 até 2016 residiu em Nova Iorque, morando atualmente em Los Angeles, Estados Unidos. 

## Biografia
Gastón cresceu em uma família formada por sua mãe Silvia, uma artista plástica, seu pai, Pedro, um empresário e seus irmãos mais velhos, Nicolás e Federico. Desde criança queria dedicar-se a carreira de ator, isso o levou a estudar canto e fazer aulas de teatro na cidade onde nasceu. 
Aos 17 anos começou a estudar Marketing, mas acabou abandonando o curso. Com essa idade já tentava conseguir papéis em novelas indo a diversos castings. 
Como hobby gosta de tocar violão e seus cantores favoritos são Charly García e Fito Páez. Seus esportes favoritos são natação e tênis, também gosta de andar a cavalo.

## Carreira
Seu primeiro contato com a televisão foi quando se inscreveu no cast de Rebelde Way, mas não foi selecionado. Seu primeiro papel foi o de Gastón na novela Frecuencia 04. Em 2005 ingressou no cast de Cris Morena. Entre 2005 e 2006 fez pequenas participações em novelas e seriados. 
Em 2007 conseguiu seu primeiro papel de destaque, na novela Casi Ángeles de Cris Morena, interpretando Rama - Um jovem que juntamente com sua irmã Alelí (Guadalupe Antón) foi abandonado por sua mãe, que os deixou para trabalhar no exterior, os dois acabam indo morar na fundação BB. Na segunda temporada faz par romântico com Valeria (Rocío Igarzábal) terminam na terceira temporada, depois começou namorar com Kika - até o fim da novela em 2010.
De 2011 a 2012 se dedicou a banda Teen Angels, originada na novela Casi Angeles onde interpretava o papel de Rama, juntamente com Nicolás Riera, Juan Pedro Lanzani, Lali Espósito e Rocío Igarzábal. A banda fez várias turnês ao decorrer do tempo, tendo lançado vários álbuns com grandes destaques. No entanto, em 2012, todos os integrantes se despediram, lançando o álbum Teen Angels: La Despedida e realizando um grande show no teatro Gran Rex.
Em outubro do mesmo ano, logo após a separação da banda, mudou-se para os Estados Unidos a fim de estudar artes dramáticas, aperfeiçoando, desse modo, a sua carreira artística.

## Televisão
| Ano  | Título            | Personagem            | Canal    |
| ---- | ----------------- | --------------------- | -------- |
| 2004 | Frecuencia 04     | Gastón                | Telefe   |
| 2004 | La niñera         | Pity (participação)   | Telefe   |
| 2005 | Floricienta       | Joaquito              | El trece |
| 2005 | Casados con hijos | Nicanor               | Telefe   |
| 2005 | Conflictos en Red | Bruno                 | Telefe   |
| 2005 | 1/2 Falta         | Nico                  | El trece |
| 2006 | Sos mi vida       | Nicolás               | El trece |
| 2006 | Casados con hijos | Dani                  | Telefe   |
| 2006 | Alma Pirata       | Juan Cruz             | Telefe   |
| 2007 | Casi ángeles      | Ramiro “Rama” Ordoñez | Telefe   |
| 2008 | Casi ángeles      | Ramiro “Rama” Ordoñez | Telefe   |
| 2009 | Casi ángeles      | Ramiro “Rama” Ordoñez | Telefe   |
| 2010 | Casi ángeles      | Ramiro “Rama” Ordoñez | Telefe   |
| 2012 | Dulce Amor        | Pablo (participação)  | Telefe   |
| 2013 | Mundo Yups        | Apresentador          | Yups     |

## Cinema

### Como ator
| Ano  | Título                | Personagem           | Direção             |
| ---- | --------------------- | -------------------- | ------------------- |
| 2013 | Teen Angels: El Adiós | Ele mesmo            | Juan Manuel Jiménez |
| 2015 | Lost Cat Corona       | Ele mesmo            | Anthony Tarastino   |
| 2016 | Fair Market Value     | Garoto sexy do carro | Kevin Arbouet       |

### Como produtor
| Ano  | Título                                           | Direção             | Notas              |
| ---- | ------------------------------------------------ | ------------------- | ------------------ |
| 2015 | What life means                                  | Lauren Anders Brown | Composição         |
| 2016 | Miles                                            | Nathan Adolff       | Produtor executivo |
| 2016 | Teenage Mutant Ninja Turtles: Out of the Shadows | Dave Green          | Efeitos visuais    |
| 2016 | Capitão América: Guerra Civil                    | Hermanos Russo      | Efeitos visuais    |
| 2016 | Doutor Estranho                                  | Scott Derrickson    | Composição digital |

## Teatro
- 2007/2008/2009/2010 - Casi Ángeles, Argentina , Teatro Gran Rex - Ramiro "Rama" Ordoñez
- 2011 - Teen Angels , Argentina , Teatro Gran Rex - Ele mesmo .